# Sunddraget
Sunddraget är en halvö i Danmark.   Den ligger i Struers kommun i Region Mittjylland, i den nordvästra delen av landet, 270 km väster om Köpenhamn. Den ligger vid Oddesund, ett sund i Limfjorden.